# Hermeuptychia
Hermeuptychia är ett släkte av fjärilar. Hermeuptychia ingår i familjen praktfjärilar.
Kladogram enligt Catalogue of Life:
| Hermeuptychia | \| \| Hermeuptychia atalanta \| \| \| \| \| \| Hermeuptychia canthe \| \| \| \| \| \| Hermeuptychia fallax \| \| \| \| \| \| Hermeuptychia hermes \| \| \| \| \| \| Hermeuptychia lupita \| \| \| \| \| \| Hermeuptychia nana \| \| \| \| \| \| Hermeuptychia narapa \| \| \| \| \| \| Hermeuptychia pimpla \| \| \| \| \| \| Hermeuptychia sosybius \| \| \| \| |
|               | \| \| Hermeuptychia atalanta \| \| \| \| \| \| Hermeuptychia canthe \| \| \| \| \| \| Hermeuptychia fallax \| \| \| \| \| \| Hermeuptychia hermes \| \| \| \| \| \| Hermeuptychia lupita \| \| \| \| \| \| Hermeuptychia nana \| \| \| \| \| \| Hermeuptychia narapa \| \| \| \| \| \| Hermeuptychia pimpla \| \| \| \| \| \| Hermeuptychia sosybius \| \| \| \| |
|               | Hermeuptychia atalanta |
|               | |
|               | Hermeuptychia canthe |
|               | |
|               | Hermeuptychia fallax |
|               | |
|               | Hermeuptychia hermes |
|               | |
|               | Hermeuptychia lupita |
|               | |
|               | Hermeuptychia nana |
|               | |
|               | Hermeuptychia narapa |
|               | |
|               | Hermeuptychia pimpla |
|               | |
|               | Hermeuptychia sosybius |
|               | |

## Bildgalleri

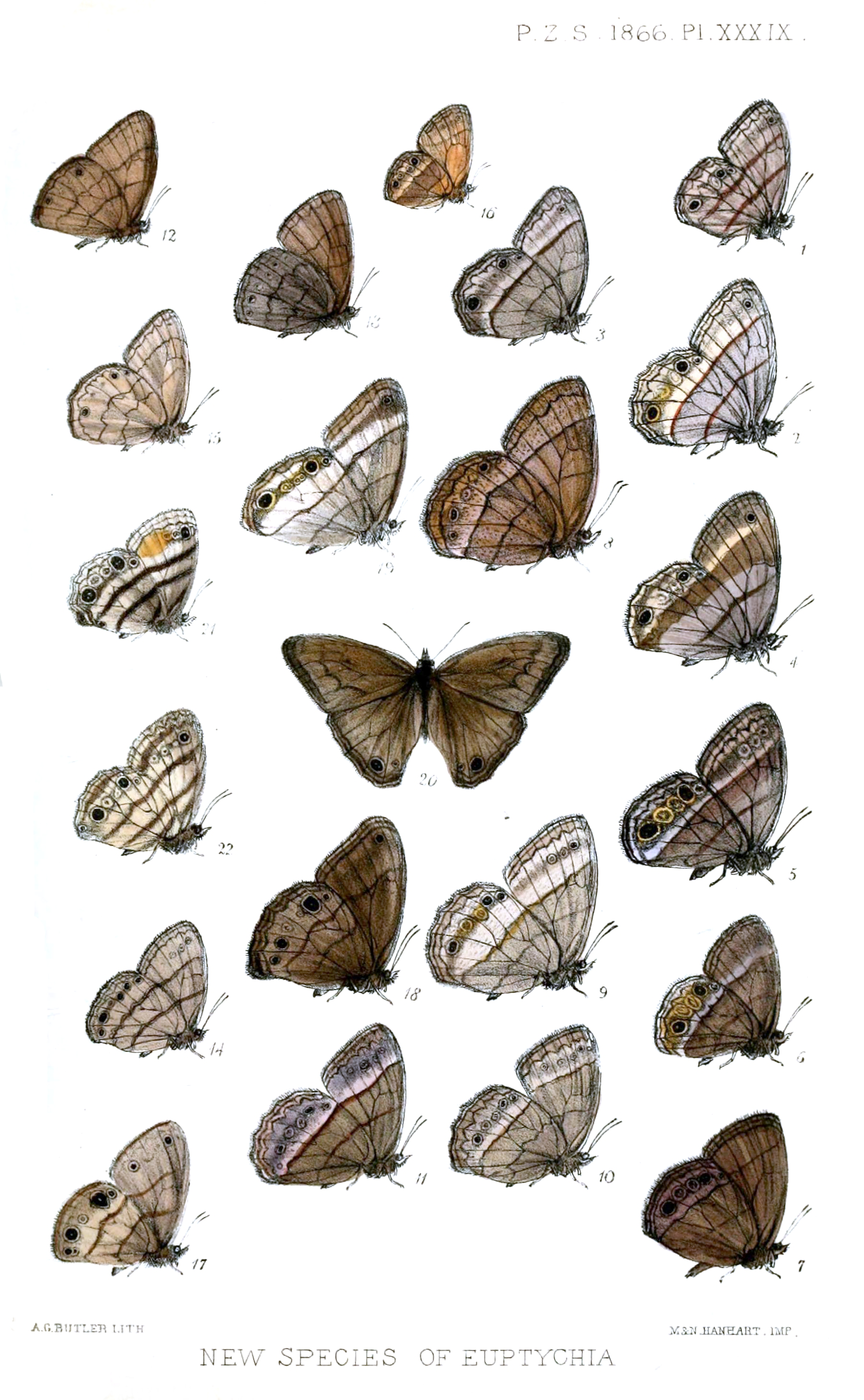